# Lorenz-Rhomberg-Haus

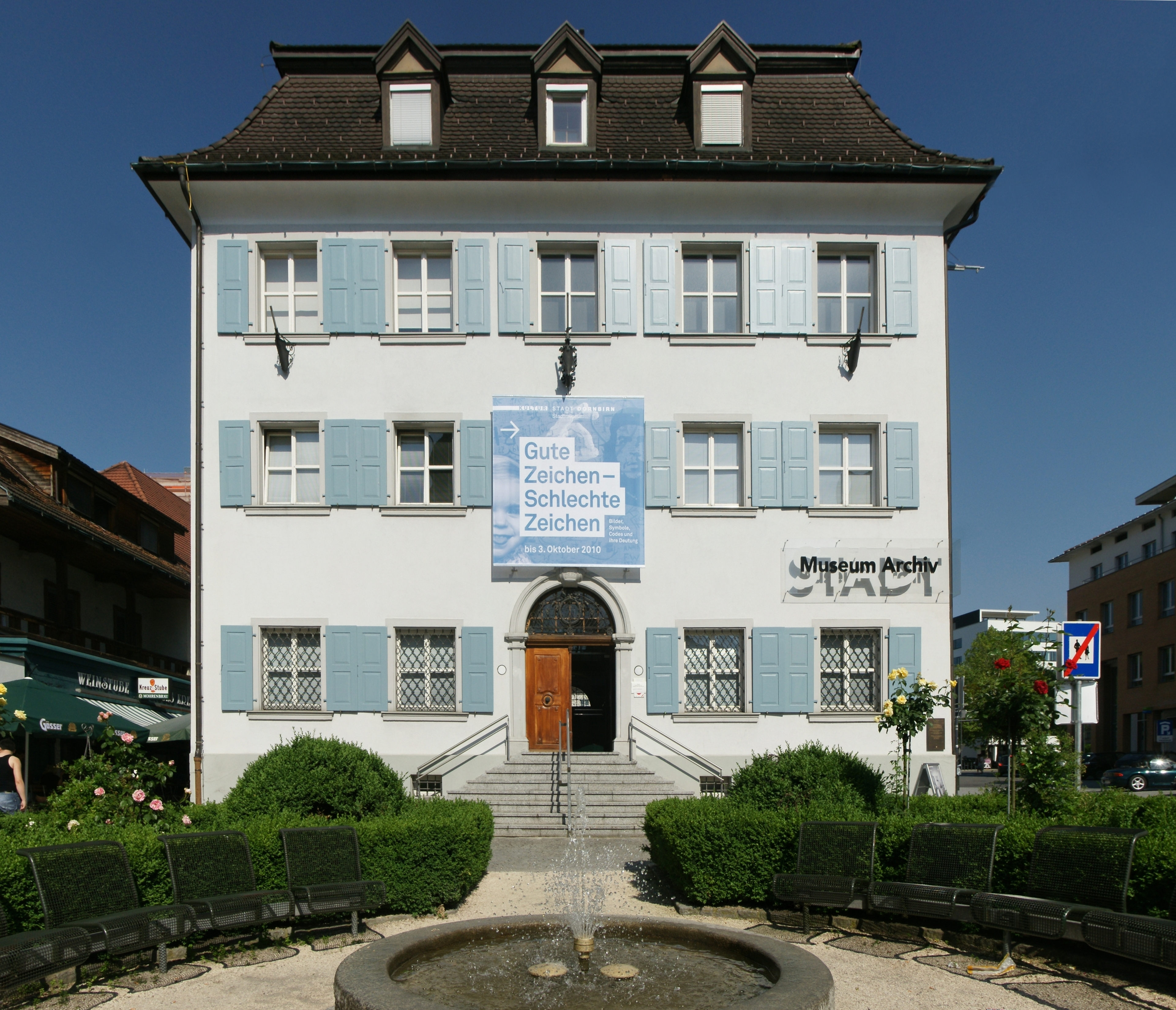
Ansicht vom Marktplatz aus (2010)

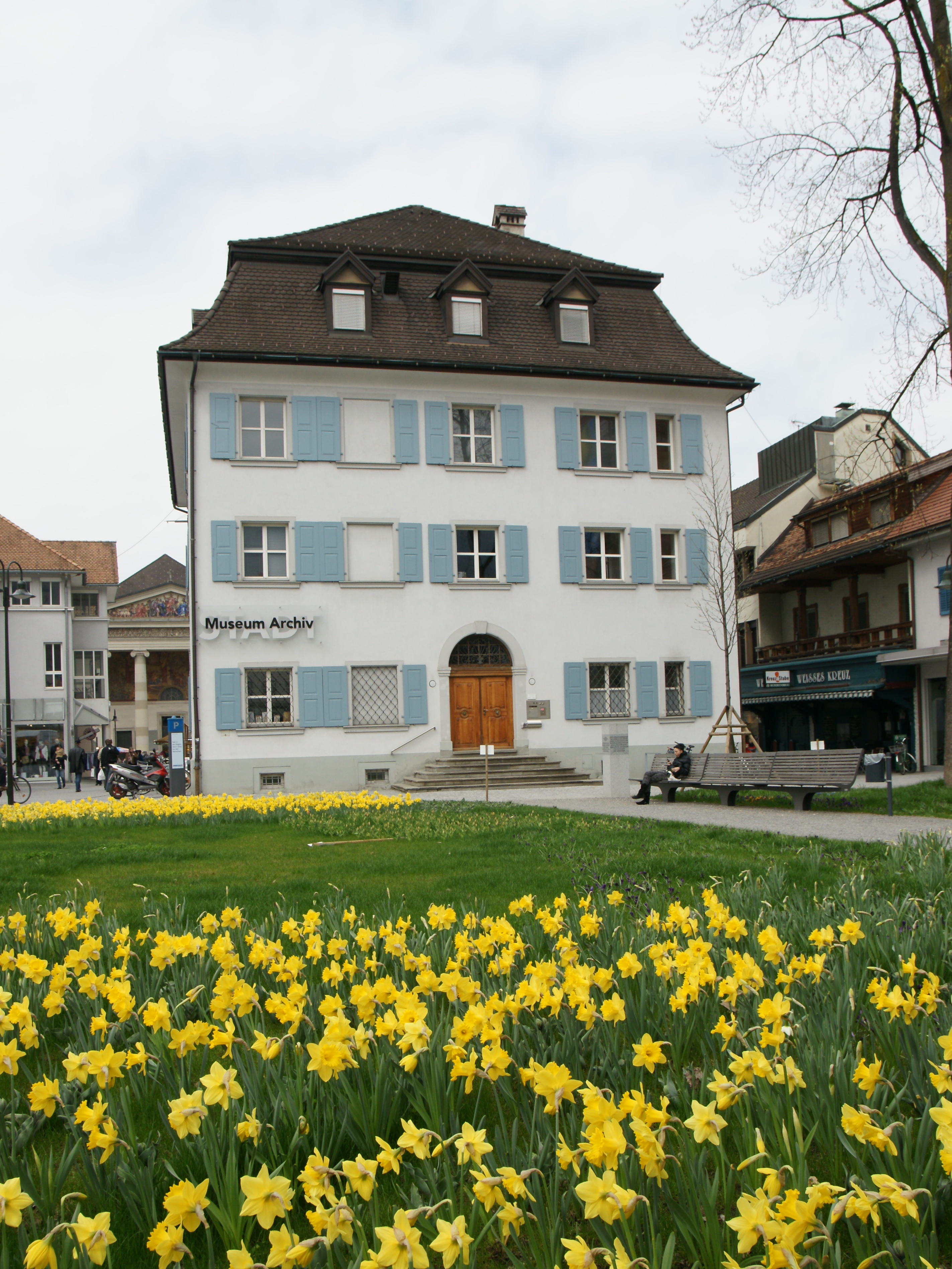
Ansicht von der Stadtstraße aus (2010)

Das Lorenz-Rhomberg-Haus ist ein unter Denkmalschutz stehendes Bürgerhaus in der österreichischen Stadt Dornbirn. Es befindet sich im Stadtbezirk Markt an der östlichen Seite des Dornbirner Marktplatzes zwischen diesem und der Vorarlberger Straße. Heute beherbergt das 1796 errichtete bürgerliche Stadtpalais das Stadtarchiv sowie das Stadtmuseum Dornbirn.

## Geschichte
Bauherr des prächtigen Bürgerhauses in bester Lage – direkt am Dornbirner Marktplatz und gegenüber der Stadtpfarrkirche St. Martin gelegen – war Leinwandherr und Gemeindeammann Josef Anton Lanter. Lanter, dessen Frau Maria Franziska Katharina aus der wohlhabenden Familie Stauder stammte, konnte beim Bau des Gebäudes auf ein Grundstück seines Schwiegervaters Johann Nepomuk Stauder zurückgreifen. Das zuvor an dieser Stelle stehende alte Holzgebäude wurde aufgekauft, abgetragen und an anderer Stelle wieder aufgebaut. Da die Finanzierung des Stadtpalais größtenteils mit Mitteln der Familie Stauder erfolgte, ist heute noch unter der Jahreszahl 1796 das Familienwappen der Stauders über dem Eingangsportal zum Marktplatz hin zu finden. Mit dem Bau beauftragt wurde der Dornbirner Baumeister Sigmund Hilbe, der kurz darauf auch das Schwesterpalais in der Marktstraße, das heutige Adolf-Rhomberg-Haus errichtete.
Der Zweite Koalitionskrieg gegen Frankreich brachte im Jahr 1799 für 14 Tage einen ungewöhnlichen Gast in das Palais. Die russische Armee, die auf dem Weg von Italien nach Deutschland war, musste wegen starker französischer Feindverbände in der Nordschweiz ungeplant einen Umweg über Graubünden und Vorarlberg einschlagen. Generalfeldmarschall Alexander Wassiljewitsch Suworow schlug deshalb mit einem Teil seiner Truppen in der kleinen Gemeinde Dornbirn sein Lager auf und nahm selbst mit seinem Kommandostab Quartier im Bürgerhaus von Josef Anton Lanter. Erst nach 14-tägigem Aufenthalt in Dornbirn reiste die Armee über Lindau weiter gegen Norden.
Da der Hausherr Josef Anton Lanter nur eine Tochter, Katharina (1796–1854), hatte, wechselte nach seinem Tod 1835 das Haus in den Besitz von Katharina, die mittlerweile den Fabrikanten Josef Anton Rhomberg (1796–1849) geheiratet hatte. Somit gelangte das Bürgerpalais am Marktplatz in den Besitz der Familie Rhomberg, die es in der Folge über fünf Generationen in ihrem Besitz hatte.
Zu Propagandazwecken befand sich in dem Gebäude im Jahr 1938 eine provisorische „NSDAP Gauleitung Vorarlberg“, welche aber mit dem Anschluss Österreichs an Deutschland und der Zusammenlegung Vorarlbergs mit Tirol zum Gau Tirol-Vorarlberg aufgelöst wurde. Der letzte private Eigentümer des Hauses war Lorenz Rhomberg, der es im Jahr 1953 in den Besitz der Stadt Dornbirn übergab, die es ab dem Jahr 1993 etappenweise sanieren und renovieren ließ. Ab 1994 konnte das Stadtarchiv das Erdgeschoß beziehen und den Keller nutzen. Im Jahr 1997 folgte das Stadtmuseum mit der Nutzung des ersten und zweiten Obergeschoßes sowie des Dachgeschoßes. Die kleine Parkanlage mit Springbrunnen westlich des Gebäudes zum Marktplatz hin ist ebenso öffentlicher Grünraum wie die Grünfläche östlich davon zur Stadtstraße und zum Rathaus hin.